# Tia Fuller
Tia Fuller (Aurora, 1976. március 27. –) amerikai szaxofonos, zeneszerző, zenetanár;  a Beyoncé-vel rendszeresen turnézó női együttes egyik állandó tagja; a Berklee College of Music oktatója.

## Pályakép
Apja basszusgitáros,  és anyja énekesnő volt. John Coltrane, Sarah Vaughan, Charlie Parker, Ray Charles zenéjén nőtt fel. Szaxofonozni a középiskolában kezdett. A Spelman College-ban tanult.
Rendszeresen fellép számos híres zenésszel, így Esperanza Spaldinggal, Terri Lyne Carringtonnal, a Ralph Peterson Jr. Septettel, a Nancy Wilson Jazz Orchestra-val.
2012-ben Esperanza Spaldinggal turnézott a »Radio Music Society« kürt szekciójának vezetőjeként és szaxofononon „társalgott” Spalding énekével.

Televíziós műsorokban is szerepel, így az Oprah Winfrey Show-ban, a Today Show-ban, a Good Morning Americában, a Grammy díjátadón, stb., és a Fehér Házban is fellépett Barack Obama előtt.

## Szólólemezei
- Pillar of Strength (2005)
- Healing Space (2007)
- Decisive Steps (2010)
- Angelic Warrior (2012)
- Diamond Cut (2018)